# Claude Ferdinand Bobillier
Claude Ferdinand Bobillier est un homme politique français né le 11 janvier 1763 aux Gras (Haute-Saône) et mort le 5 mars 1839 à Vesoul (Haute-Saône).

## Biographie
Professeur de mathématique et de philosophie, il enseigne notamment au collège Gérôme de Vesoul. Il devient député de la Haute-Saône en 1815, pendant les Cent-Jours.
Il décède au 5 rue Saint-Georges à Vesoul.
Il est inhumé dans l'ancien cimetière de Vesoul.

## Sources
- « Claude Ferdinand Bobillier », dans Adolphe Robert et Gaston Cougny, Dictionnaire des parlementaires français, Edgar Bourloton, 1889-1891 [détail de l’édition]